# Джузеппе Гедіна
Джузеппе П'єтро Антоніо Геді́на (італ. Giuseppe Pietro Antonio Ghedina) (1 березня 1825 Кортіна-д'Ампеццо, Австрія — 12 травня 1898 Кортіна-д'Ампеццо, Італія) — італійський художник та громадський діяч.

## Життєпис
Походив із родини власника готелю «Чорний орел» Гаетано Гедіна (італ. Gaetano Ghedina) та Марії Рози Діполь (італ. Maria Rosa Dipol)
Був одним із одинадцяти дітей у родині, старшим братом Луїджі Гедіна.
Навчався у Венеційській академії витончених мистецтв, де 1843 року почав вчитися його брат Луїджі.
Брати були прибічниками Даніелє Маніна, що очолив Рісорджименто у Венеції. Луїджі був зарахований до полку генерала Дерандо (італ. Giovanni Durando) під час боротьби з Австрією.